# 한국 무술

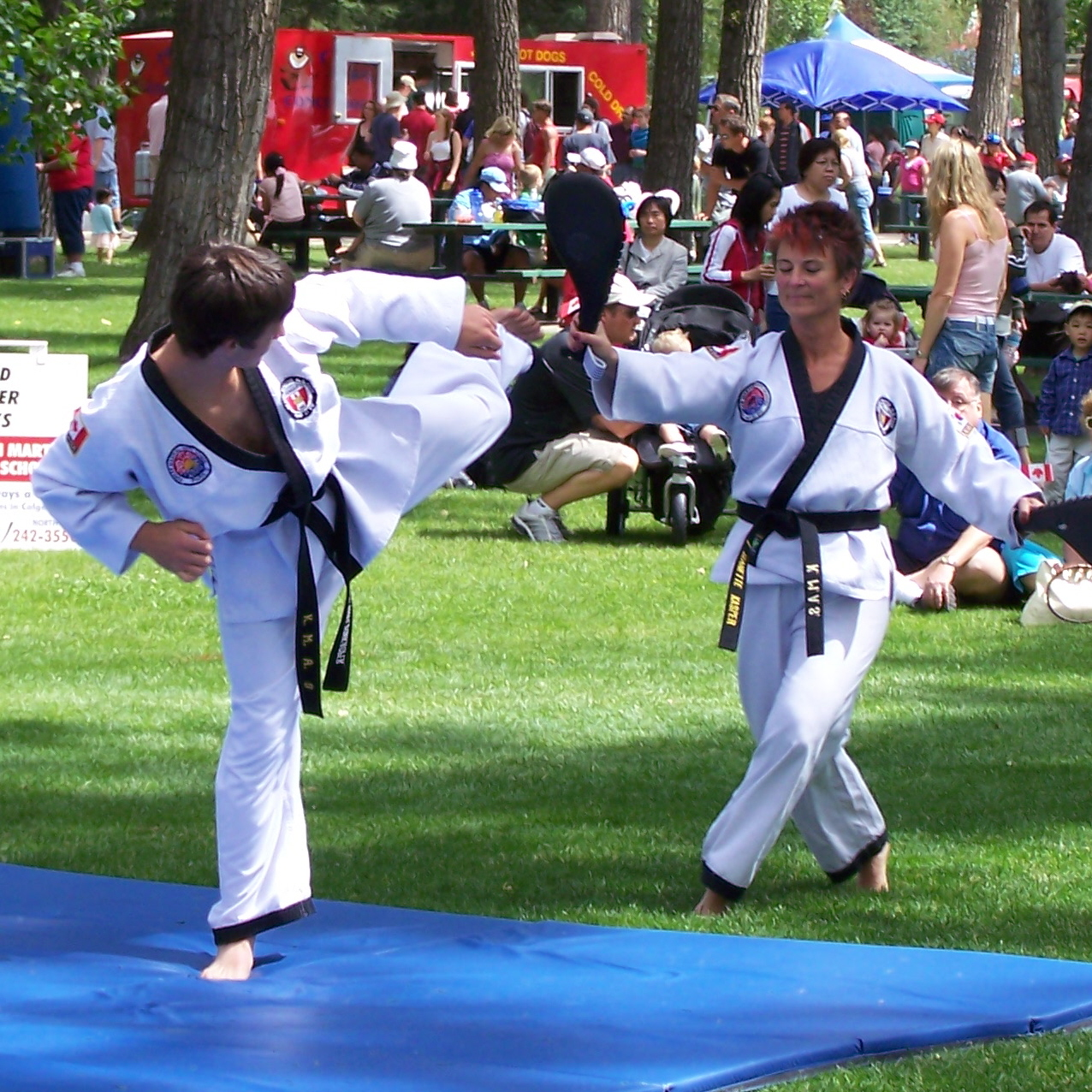
캘거리 한국무술학교 학생들이 시범을 보이고 있다.

한국 무술(韓國武術)은 군대와 민간인 모두가 사용하도록 개조된 한국에서의 전투 관행과 방법이다.

## 같이 보기
- 합기도
- 각궁
- 용무도
- 합기도